# Неизвестная по имени дочь Филиппа V Македонского
Неизвестная по имени дочь Филиппа V Македонского — неизвестная по имени дочь македонского царя Филиппа V и жена фракийского вождя Тереса.
Стремясь подчинить своему влиянию фракийцев, македонский царь Филипп V организовал походы против них, однако кампании 183 и 181 годов до н. э. окончились для него безуспешно. Тогда Филипп решил изменить свою политику и заключил с одрисским царём Котисом IV союз. Впоследствии договорные отношения были скреплены, по свидетельству Диодора Сицилийского, женитьбой дочери македонского царя и фракийского вождя Тереса, возможно, являвшегося сыном Котиса. Имя дочери Филиппа исторические источники не сообщают. Как отмечается в «Энциклопедии Древней Фракии и фракийцев», точно неизвестно, был ли этот брак заключен при жизни Филиппа или уже после его смерти, в ходе дипломатических шагов, предпринятых его сыном и наследником Персеем. В любом случае это произошло ранее 167 года до н. э.